# Saw: A Hardcore Parody
Saw: A Hardcore Parody ist eine Porno-Parodie von Dick Chibbles aus dem Jahr 2010 über die Filmreihe Saw. Sie wurde von Blue Circus Entertainment produziert.

## Handlung
Wie bei Pornoparodien üblich handelt es sich um wenige Minuten Handlung, die an den Originalfilm angelehnt ist, gefolgt von 10- bis 15-minütigen Hardcore-Pornoszenen.
Der mysteriöse Screwball kidnappt angesagte Pornostars. Sie wachen in einer Falle auf und müssen sexuelle Handlungen vornehmen, da sie sonst getötet werden. Die beiden Detectives Humpsy und Roush untersuchen den Fall.
Die ersten Opfer sind Amber Rayne und ihr größter Fan. Amber Rayne ist an eine BDSM-Fuck Machine geschnallt mit einem Dildo, der sie von hinten penetriert. Sie muss ihren größten Fan zum Höhepunkt bringen, bevor die Maschine sie umbringt. Es gelingt ihr, doch der Fan stirbt. Die nächste Szene mit Lexi Belle, Jack Vegas und Tommy Gunn spielt an einem normalen Pornoset. Anschließend hat der Polizeichef (gespielt von Pornoveteran Ron Jeremy) Sex mit seiner Sekretärin.
Roush versucht sich nun an einer Undercovermission und schleust sich in ein Pornoset ein, wo er mit Emy Reyes Sex hat.
In der nächsten Szene sind Asa Akira, Britney Amber und Evan Stone Gefangene von Screwball. Evan Stone soll eine Erektion für 40 Minuten halten. Schaffen es Asa Akira und Britney Amber nicht, ihm dabei zu helfen seine Erektion zu halten, explodieren ihre Köpfe.
Die Frau des Regisseurs soll nun einen Gangbang mit Jack Vegas, Jay Ashley und Jordan Lane drehen. Da sie keine Ahnung von dem Geschäft ihres Mannes hat, muss dieser Regie führen. geschieht dies nicht zur Zufriedenheit von Screwball wird das Zimmer mit Gas gefüllt. Am Ende wird Screwball enttarnt: es ist der Polizeichef selbst, der die Fallen aufgestellt hat, um der Öffentlichkeit zu beweisen, das Porno früher sehr viel besser war als heute. Am Ende hat er eine letzte Falle für Detective Humpsy vorbereitet und entkommt.
- Szene 1. Amber Rayne, Johnny Thrust
- Szene 2. Lexi Belle, Jack Vegas, Tommy Gunn
- Szene 3. Ginger Lynn, Ron Jeremy
- Szene 4. Emy Reyes, James Bartholet
- Szene 5. Asa Akira, Britney Amber, Evan Stone
- Szene 6. Heidi Mayne, Jack Vegas, Jay Ashley, Jordan Lane

## Produktion und Veröffentlichung
Regie und Drehbuch übernahm Dick Chibbles. Die Erstveröffentlichung fand am 1. November 2010 in den Vereinigten Staaten statt. Ein früher Arbeitstitel war Drill: A Porn Saw Parody. Der Film markiert die erste Sexszene für James Bartholet, der ansonsten als Non-Sex-Schauspieler in Pornos auftritt. Zugleich ist der Film der erste in der die beiden Pornolegenden Ron Jeremy und Ginger lynn eine gemeinsame Szene haben. Ungewöhnlich war auch eine Vertraulichkeitserklärung, damit die Handlung nicht vor Veröffentlichung an die Öffentlichkeit dringt. zudem hat Chibbles einige Details in den Drehbüchern weggelassen um möglichst unverstellte Reaktionen auf die Fallen zu provozieren.
Die DVD enthält als Bonus lediglich eine Photogalerie und verschiedene Trailer.

## Rezensionen
Auf AdultDVDTalk wurde der Film wohlwollend besprochen. Er sei sowohl für Horror- als auch für Pornofans geeignet. Sowohl Handlung als auch die Sexszenen würden überzeugen. Auf Filmsinboxes schrieb der Rezensent der Film habe ihm besser gefallen als ein Großteil der echten Saw-Filme. Lediglich die Sexszene mit Ron Jeremy wäre aus der Zeit gefallen. Dabei würde er seine sonstigen Cameos gut finden. Roger T. Pipes schrieb auf RogReviews der Film wäre lohnenswert und sei viel besser, als er gedacht hätte. Ihn habe vor allem die Handlung gut gefallen und die fantasievollen Fallen, die an das Original-Franchise erinnern würden. Auf XBIZ schrieb Dan Miller der Film würde auch als Horrorfilm gut funktionieren und habe auch einige überzeugende Spezialeffekte.

## Nominierungen
AVN Award 2012 für:
- Best Actor: James Bartholet
- Best Art Direction
- Best Director – Parody: Dick Chibbles
- Best Non-Sex Performance: David Lord
- Best Original Song: “Your Mouth Was Made For Loving Me.”
- Best Overall Marketing Campaign – Individual Project
- Best Parody – Comedy
- Best Screenplay – Parody: Dick Chibbles
- Most Outrageous Sex Scene: Amber Rayne